# Faculté de droit de l'Université de Moncton
 (avril 2024).
La mise en forme du texte ne suit pas les recommandations de Wikipédia : il faut le « wikifier ».
Les points d'amélioration suivants sont les cas les plus fréquents :
- Les titres sont pré-formatés par le logiciel. Ils ne sont ni en capitales, ni en gras.
- Le texte ne doit pas être écrit en capitales (les noms de famille non plus), ni en gras, ni en italique, ni en « petit »…
- Le gras n'est utilisé que pour surligner le titre de l'article dans l'introduction, une seule fois.
- L'italique est rarement utilisé : mots en langue étrangère, titres d'œuvres, noms de bateaux, etc.
- Les citations ne sont pas en italique mais en corps de texte normal. Elles sont entourées par des guillemets français : « et ».
- Les listes à puces sont à éviter, des paragraphes rédigés étant largement préférés. Les tableaux sont à réserver à la présentation de données structurées (résultats, etc.).
- Les appels de note de bas de page (petits chiffres en exposant, introduits par l'outil «  Source ») sont à placer entre la fin de phrase et le point final[comme ça].
- Les liens internes (vers d'autres articles de Wikipédia) sont à choisir avec parcimonie. Créez des liens vers des articles approfondissant le sujet. Les termes génériques sans rapport avec le sujet sont à éviter, ainsi que les répétitions de liens vers un même terme.
- Les liens externes sont à placer uniquement dans une section « Liens externes », à la fin de l'article. Ces liens sont à choisir avec parcimonie suivant les règles définies. Si un lien sert de source à l'article, son insertion dans le texte est à faire par les notes de bas de page.
- La présentation des références doit suivre les conventions bibliographiques. Il est recommandé d'utiliser les modèles {{Ouvrage}}, {{Chapitre}}, {{Article}}, {{Lien web}} et/ou {{Bibliographie}}. Le mode d'édition visuel peut mettre en forme automatiquement les références.
- Insérer une infobox (cadre d'informations à droite) n'est pas obligatoire pour parachever la mise en page.

Pour une aide détaillée, merci de consulter Aide:Wikification.
Si vous pensez que ces points ont été résolus, vous pouvez retirer ce bandeau et améliorer la mise en forme d'un autre article.
 (mai 2024).
La faculté de droit à l'Université de Moncton fut la première faculté de common law en langue française au monde,.
Elle se trouve sur le campus de Moncton, au Nouveau-Brunswick, Canada. Fondée en 1978, la faculté a pour objectif d'assurer aux Canadiens francophones la possibilité de recevoir leur formation en common law entièrement en français, et de pouvoir ainsi rejoindre les professions juridiques et accéder aux opportunités socio-professionnelles qu'ouvrent un diplôme en droit.
La Faculté de droit de l'Université de Moncton propose plusieurs programmes d'études, dont notamment un programme de Juris Doctor (JD) reconnu par la Fédération des ordres professionnels de juristes du Canada et qui permet aux personnes diplômées de rejoindre la barreau de toutes les provinces canadiennes (à l'exception du Québec, en raison de la différence de système juridique).
Lors de sa création, l'établissement a reçu le nom d'« école de droit », mais a depuis été renommé « faculté de droit».
En 1978, la résidence Ste-Croix est devenue le tout premier édifice de droit de l'Université de Moncton, remplaçant son nom par celui de Pierre A. Landry, le nom de l'édifice a été inspiré par Landry, le premier avocat acadien admis au barreau en 1871.
L'honorable Michel Bastarache a notamment contribué à la création de la Faculté de droit. Il a été doyen de la Faculté avant de siéger à la Cour suprême du Canada de 1997 jusqu'à sa retraite en 2008.

## Création de la faculté
Avant la création de la faculté de droit, l'anglais était la seule langue d'enseignement de la common law. Il était très difficile pour les francophones de recevoir des services juridiques dans leur langue à l'extérieur du Québec, particulièrement en Ontario et au Nouveau-Brunswick où il existe de fortes communautés minoritaires de langue française.
En dépit d'un grand scepticisme de certains milieux, l'Université de Moncton a été choisie pour accueillir cette faculté de droit innovante parce que l'environnement unilingue français était idéal pour atteindre ses buts. Pour être choisie, l'Université de Moncton a fait pression pour ouvrir la faculté de droit et a obtenu le soutien politique du gouvernement progressiste-conservateur. L'école avait deux missions : former des juristes entièrement en français et développer des ressources juridiques en français, telles que des manuels et des traductions de la jurisprudence.
La Faculté de droit est le résultat d'un effort conscient et ardu de la part de la communauté francophone, de juristes et de dirigeants politiques, convaincus de la nécessité d'une profession juridique bilingue qui puisse servir tous les Canadiens sans hésitation. Il y avait de nombreux obstacles à surmonter. Tout d'abord, Daniel Soberman, le doyen de l'université Queen's, avait rédigé un rapport sur l'impossibilité de créer une faculté de droit de common law entièrement de langue française. Deuxièmement, lors du débat sur la création d'une faculté de droit à l'Université de Moncton, l'Université du Nouveau-Brunswick avait commencé à proposer l'enseignement de certains cours en français. Ces démarches avaient été perçus par certains francophones comme une opposition à la création d'une faculté de droit à l'Université de Moncton.
Même certains francophones jouant un rôle très important ne croyaient pas qu'il était possible de créer une faculté de droit entièrement en français à l'Université de Moncton. Ils estimaient que l'Université de Moncton ne pourrait pas maintenir une faculté de droit et que l'Université du Nouveau-Brunswick devrait accueillir des étudiants francophones en droit dans un programme bilingue. Adrien Cormier, ancien juge en chef du Nouveau-Brunswick et personne en l'honneur de laquelle le bâtiment de la faculté de droit a été nommé, était l'une des personnes qui ne croyaient pas qu'une faculté de droit à l'Université de Moncton serait possible.
La création de la faculté de droit à l'Université de Moncton a suscité un tel conflit que Joe Daigle (politicien) a dû rédiger en secret une réponse au rapport Soberman, afin que Jean Cadieux (recteur de l'Université de Moncton) puisse l'utiliser auprès de la Commission de l'enseignement supérieur des provinces maritimes pour faire accepter la création de la faculté de droit à Moncton.
L'honorable Michel Bastarache a été d'une grande importance pour la faculté pendant les cinq années qu'il y a séjourné. Après le départ du premier doyen, Pierre Patenaude, Michel Bastarache a pris sa place en tant que deuxième doyen de la faculté. Bastarache a mis beaucoup d'énergie à établir la crédibilité de la faculté et participer à l'élaboration du vocabulaire français de la common law.

## Réputation de la faculté
Les droits linguistiques est l'un des domaines les plus importants de la Faculté de droit de l'Université de Moncton. Cela dit, au fil des ans, la faculté de droit de l'Université Moncton a élargi son champ de spécialisation pour englober plus largement le droit des minorités. Actuellement, la Faculté de droit de l'Université de Moncton présente un programme d'études et un corps professoral couvrant de nombreux domaines de spécialité.
La faculté de droit de l'Université Moncton jouit aussi d'une réputation pour y avoir des frais de scolarité peu élevés. En 2023-2024, les frais de scolarité pour les étudiants du Juris Doctor (programme de premier cycle en droit) à l'Université de Moncton étaient d'environ 8 830 $. La raison pour laquelle les frais de scolarité sont peu élevés est liée à l'un des principaux objectifs de la Faculté de droit de l'Université Moncton. La faculté veille à ce que l'éducation juridique soit accessible à tous les individus, quel que soit leur statut social.

## Exigences linguistiques
Compte tenu de la mission particulière de la Faculté de droit et de la Charte de l'Université de Moncton qui en fait un établissement d'enseignement de langue française, les personnes qui s'inscrivent à ses programmes d'études doivent suffisamment maitriser le français.
Les personnes dont le niveau de français n'est pas jugé suffisant peuvent se voir imposer de suivre des cours de français pendant leur première année d'études comme condition de leur admission dans le programme.

## Organismes liés à la Faculté de droit

### CTTJ - Centre de traduction et de terminologie juridiques
Depuis sa création, la Faculté de droit de l'Université de Moncton dispose d'un « Centre de traduction et de terminologie juridiques » dont l'un des objectifs principaux est de fournir aux professeurs et aux étudiants des outils pédagogiques en français dans le domaine de la common law,. Cette structure continue à pour appuyer l'enseignement de la common law en langue française, en plus de traduire de nombreux juridiques pour les besoins du système de justice à travers le Canada (notamment, la traduction de jugements et de lois pour qu'ils puissent être publiés dans les deux langues officielles). Le CTTJ a par exemple développé des lexiques couvrant les domaines essentiels de la common law pour permettre d'harmoniser la terminologie en français pour exprimer des notions juridiques issues de la tradition anglaise.

### CICLEF et OIDL
Le Centre international de la common law en français de la Faculté de droit de l'Université de Moncton (CICLEF) a été remplacé en 2010 par l'Observatoire International des Droits Linguistiques.

### AJEFNB - Association des juristes d'expression française du Nouveau-Brunswick
« Le français, langue de travail et de service ».
Fondée en 1987, l'Association des juristes d'expression française du Nouveau-Brunswick (AJEFNB) est un organisme à but non lucratif. Elle cherche activement à améliorer l'exercice du droit en français et l'accès à la justice au Nouveau-Brunswick et au Canada. En 2023, l'association comptait environ 300 membres aux spécialités variées dans le domaine juridique, allant de l'étudiant en droit au juge.
La création de l'Association des juristes d'expression française du Nouveau-Brunswick découle d'une subvention de la Société de l'Acadie du Nouveau-Brunswick (SANB). Michel Doucet a grandement contribué à la création de cette association puisqu'à ses débuts, il avait parcouru le Nouveau-Brunswick à la recherche des intérêts des juristes francophones. Lors de la création de l'AJEFNB, en 1987, il a été clairement établi que l'objectif de l'AJEFNB n'était pas de remplacer le Barreau du Nouveau-Brunswick, mais plutôt de le compléter, en particulier en ce qui concerne ses lacunes linguistiques.

## Bibliothèque Michel-Bastarache
La bibliothèque Bastarache de la Faculté de droit de l'Université de Moncton a été baptisée ainsi en 1998, en hommage à Michel Bastarache, alors juge à la Cour suprême.

## D'une "école" à une "Faculté" de droit
Lors de sa création, l'établissement a reçu le nom d'« école de droit ». Pendant les premières décennies, de nombreuses personnes regrettaient cette désignation officielle, calque de l'anglais (les facultés de droit de common law au Canada et aux États-Unis sont généralement appelées "law shcools"), car dans le contexte francophone elle pouvait donner l'impression que l'établissement était moins porté sur les études universitaires et la recherche intellectuelle que les autres composantes de l'université,. On attachait un plus grand prestige à l'appellation "faculté" qu'"école".
La désignation officielle a été finalement modifiée au début des années 2000, et ce débat est depuis lors clos.

## Programmes d'études

### Programmes de premier cycle et programmes combinés (J.D., J.D.-M.B.A., J.D.-M.A.P., J.D.-M.E.E.)

#### Juris Doctor
Comme dans toutes les autres facultés de droit de common au Canada et aux États-Unis, le programme de premier cycle en droit de l'Université de Moncton s'appelle le Juris Doctor, et il est généralement nécessaire d'avoir déjà obtenu un premier diplôme universitaire dans une autre discipline pour y être admis. Les programmes de Juris Doctor (JD) sont d'une durée de 3 ans à temps plein et sont reconnus sur le plan académique comme des diplômes de niveau licence, malgré une nomenclature variée.
L'essentiel des personnes inscrites à la Faculté de droit de l'Université de Moncton sont inscrites dans le programme de JD. Les admissions dans son programme sont contingentées à 50 personnes par année. Le programme JD prépare les diplômés à la pratique juridique par le biais de cours théoriques dans tous les domaines essentiels du droit et d'expériences pratiques tels que les stages; l'obtention d'un JD est nécessaire pour pouvoir s'inscrire au programme d'admission du barreau dans les provinces de common law.

#### Juris Doctor — Maîtrise en administration des affaires (programme combiné J.D.-M.B.A.)
Ce programme permet d'obtenir deux diplômes, soit le Juris Doctor et la Maitrise en administration des affaires (M.B.A.), en un temps plus court (4 ans) que si les deux programmes étaient suivis séparément. Les conditions d'admission et de réussite sont plus exigeantes que pour le JD régulier. L'objectif du programme combiné est de former des cadres compétents dans la « société francophone hors Québec».

#### Juris Doctor — Maîtrise en administration publique (programme combiné J.D.-M.A.P.)
Ce programme permet d'obtenir deux diplômes, soit le Juris Doctor et la Maitrise en administration publique (M.A.P.), en un temps plus court (4 ans) que si les deux programmes étaient suivis séparément. Les conditions d'admission et de réussite sont plus exigeantes que pour le JD régulier.
Le programme combiné J.D.-M.A.P. prépare des cadres pour des postes de leadership dans divers secteurs en besoin de la société acadienne. Les étudiants des programmes J.D. ou M.A.P. peuvent postuler au cours de leur première année, sous certaines conditions.

#### Juris Doctor — Maîtrise en études de l'environnement (programme combiné J.D.-M.É.E.)
Afin de former des juristes francophones capables de s'épanouir tout en protégeant l'environnement à l'aide d'outils juridiques, le programme combiné de Juris Doctor et de Master en études environnementales a été créé.
Ce programme permet d'obtenir deux diplômes, soit le Juris Doctor et la Maitrise en études de l'environnement (M.É.E.), en un temps plus court (4 ans) que si les deux programmes étaient suivis séparément. Les conditions d'admission et de réussite sont plus exigeantes que pour le JD régulier.

## Admission
Pour être admis à la Faculté de droit de l'Université de Moncton, il faut avoir obtenu un baccalauréat universitaire reconnu au Canada ou son équivalent avant le début de sa première année d'études en droit. Il faut également avoir maintenu une moyenne cumulative d'au moins 2,80 sur 4,30 au cours de leurs trois dernières années d'études universitaires à temps plein. Lors de l'évaluation des demandes d'admission, le comité d'admission se concentre principalement sur les moyennes obtenues lors des études précédentes. Contrairement à la plupart des facultés de droit de common law au Canada, les candidats n'ont pas à présenter leurs résultats au test standardisé LSAT (en), puisque celui-ci n'est pas disponible en français. Lors de l'évaluation des candidatures, le comité prendra également en compte d'autres éléments, comme l'expérience professionnelle, les qualités personnelles et la motivation des candidats. La Faculté de droit de l'Université de Moncton tient compte des facteurs de discrimination systémique qui ont pu affecté le parcours des candidats autochtones.

## Association des étudiants en droit de l'Université de Moncton (AÉDUM)
L'association représente les personnes qui font leurs études de droit à l'Université de Moncton. Composé de représentants élus par les étudiants, le bureau de l'association défend leurs intérêts et organisent des activités sociales .

## Tribunaux — école
La Faculté de Droit de l'Université de Moncton place beaucoup d'importance sur les concours de plaidoirie, aussi appelés tribunaux-école, dans la formation qu'elle offre aux étudiants. Les tribunaux-école amènent les étudiants à travailler en équipe pendant plusieurs mois pour préparer des mémoires et des plaidoiries sur un problème réel ou fictif, puis à concourir contre les équipes d'autres universités. Chaque année, elle forme des équipes pour participer à plusieurs concours nationaux et internationaux dans différents domaines, tels que les concours Gale, Laskin, Jessup ou même la Coupe Ottawa-Moncton.

## Anciens membres du corps professoral remarquables

### Michel Doucet
Michel Doucet a été doyen de la Faculté de droit de l'Université de Moncton de 1995 à 2000. Jusqu'en 2017, il a été professeur à la Faculté où il s'est principalement concentré sur les droits linguistiques. Il a fondé puis dirigé l'Observatoire international des droits linguistiques à la Faculté de 2010 à 2017. En 2008, Doucet a été nommé conseiller de la reine et, en 2009, il a reçu le prix A.M-Sormany pour sa contribution à l'avancement de la société acadienne. La plus récente de ses distinctions est l'Ordre du Nouveau-Brunswick (ONB), qui lui a été décerné en 2019.

### James Lockyer
James Lockyer, ancien doyen de la faculté de droit de l'Université de Moncton et membre du conseil municipal de Moncton (1985–1988), a été trésorier du Barreau du Nouveau-Brunswick avant d'être élu l'un des 58 députés libéraux en 1988. Il a été ministre de la Justice (1988–1992), de l'Éducation (1995–1998) et de l'Approvisionnement et des Services jusqu'en juin 1999

### Serge Rousselle
Serge Rousselle, originaire de Saint-Isidore, Nouveau-Brunswick, a étudié les sciences politiques et le droit à l'Université d'Ottawa et a complété une maîtrise à Cambridge. Rousselle a également eu un doctorat à McGill tout en enseignant le droit à la Faculté. Élu député de Tracadie-Sheila pour le Parti libéral en 2014, il a été ministre de l'Éducation et procureur général. Rousselle a aussi été doyen de la Faculté de droit et est professeur à la faculté depuis plus de deux décennies. M. Rousselle a aussi reçu l'Ordre des francophones d'Amérique en 2021.

## Anciens élèves remarquables

### Bernard Lord
Il a obtenu un baccalauréat en common law à la Faculté de droit de l'Université de Moncton. De 1999 à 2006, Bernard Lord a été le trente et unième premier ministre du Nouveau-Brunswick.

### Brian Gallant
Il a obtenu un baccalauréat en droit de l'Université de Moncton. Brian Gallant est également titulaire d'une maîtrise en droit de l'Université McGill.
Réputé pour son leadership énergique, Brian Gallant a été le 33e premier ministre du Nouveau-Brunswick de 2014 à 2018 et, à 32 ans, il est devenu le plus jeune dirigeant de l'histoire du Canada à être élu premier ministre. Brian s'est distingué en étant le seul Canadien à être sélectionné comme Young Global Leader par le Forum économique mondial en 2015.